# Langebrück/Schönborn
Langebrück/Schönborn mit Heidehof ist ein statistischer Stadtteil von Dresden.

## Lage
Der statistische Stadtteil Langebrück/Schönborn grenzt im Westen an Weixdorf und im Nordwesten beziehungsweise Nordosten an die Gemeinden Ottendorf-Okrilla und Wachau. Im Südosten wird er durch den Radeberger Stadtteil Liegau-Augustusbad begrenzt. Südlich benachbart liegt die Dresdner Heide.
Die Grenzen von Langebrück/Schönborn werden in weiten Teilen durch die Stadtaußengrenze gebildet. Dies betrifft die Bereiche am Roten Graben, im Seifersdorfer Tal, an der Nordgrenze Liegaus und an der Straße An den Folgen. Im Süden verläuft die Grenze entlang des Waldrands der Dresdner Heide, im Westen entlang des Grenzgrabens, eines Zuflusses des Försterbachs. Langebrück/Schönborn liegt somit außerhalb des Elbtalkessels im Radeberger Land.

## Gliederung
Die beiden Ortschaften Langebrück und Schönborn bilden diesen statistischen Stadtteil, zu dem auch die im Westen Langebrücks gelegene Siedlung Heidehof gehört. Der Stadtteil gliedert sich in folgende vier statistische Bezirke:
- 361 Langebrück-Nord
- 362 Langebrück-Süd
- 363 Heidehof
- 364 Schönborn

## Verkehr
Wichtigste Straßen des Stadtteils sind die Staatsstraße 180 von Klotzsche über Langebrück nach Radeberg sowie verschiedene Kreisstraßen zwischen Langebrück, Schönborn und den Nachbarorten Liegau und Grünberg.
Im Stadtteilgebiet befinden sich insgesamt 9 Haltestellen der Dresdner Verkehrsbetriebe. Am Bahnhof Langebrück besteht außerdem Anschluss an die Bahnstrecke Dresden–Görlitz, die von mehreren Regionalbahnlinien und der S-Bahn befahren wird.